# Mob Rules (album)
Mob Rules è il decimo album in studio della band heavy metal britannica dei Black Sabbath, uscito nel novembre del 1981.

## Il disco
Secondo album inciso con Ronnie James Dio alla voce, Mob Rules è stato pubblicato dopo l'eccellente successo dell'album precedente. Questo album vede per la prima volta alla batteria in una registrazione in studio dei Black Sabbath, Vinny Appice (fratello del famoso Carmine Appice), che aveva sostituito Bill Ward l'anno precedente durante l'ultima parte del tour dell'album Heaven and Hell.
L'album contiene molti pezzi decisamente Hard rock che continuavano l'ottimo lavoro del precedente album, ma con una produzione ben più rocciosa e maligna.
Pare che per realizzare l'album i Black Sabbath avessero preso in affitto la vecchia casa inglese di John Lennon all'epoca adibita a sala prove. Proprio lì fu registrata la prima versione demo del brano Mob Rules, versione che assieme ad un primo missaggio dell'intro strumentale E5150 fu inclusa nella colonna sonora del film Heavy Metal.
Live Evil, primo album live ufficiale dei Black Sabbath, è stato registrato durante il tour seguente a Mob Rules.
Recentemente è stato ristampato in versione deluxe, con il concerto tenuto all'Hammersmith Odeon (in precedenza pubblicato in edizione limitata a 500 pezzi) come disco bonus.

## Tracce
Testi di Geezer Butler, Ronnie James Dio, musiche di Geezer Butler, Tony Iommi, Ronnie James Dio.
1. Turn Up the Night – 3:43
2. Voodoo – 4:31
3. The Sign of the Southern Cross – 7:47
4. E5150 – 2:51
5. The Mob Rules – 3:16
6. Country Girl – 4:02
7. Slipping Away – 3:45
8. Falling Off the Edge of the World – 5:03
9. Over and Over – 5:31

## Formazione
- Ronnie James Dio - voce
- Tony Iommi - chitarra
- Geoff Nicholls - tastiere[3]
- Geezer Butler - basso
- Vinny Appice - batteria

## Curiosità
- Il titolo della quarta traccia E5150 sarebbe una trasposizione in numeri romani della parola "Evil" ("Male" in inglese), dove 5=V 1=I 50=L.
- Si dice che la copertina del disco contenga un messaggio nascosto che recita "KILL OZZY" ("Uccidi Ozzy"), appena leggibile, scritto in scuro, nella parte bassa dell'immagine. È comunque generalmente ritenuta una coincidenza dato che il disegno che costituisce la copertina dell'album è un'opera del 1970, lasciata in licenza d'uso, nonostante la modifica venga dichiarata espressamente dagli stessi e sia rilevabile analizzando l'originale e l'elaborato.